# Berthold Riese
Berthold Riese (* 30. März 1944 in Waldshut, Baden) ist ein deutscher Ethnologe und Archäologe mit dem Schwerpunkt Altamerikanistik.

## Leben
Berthold Riese absolvierte am Hochrhein-Gymnasium Waldshut und studierte Ethnologie, Sinologie, Religionswissenschaft, Geologie, Ur- und Frühgeschichte und Altamerikanistik an den Universitäten in Heidelberg und Hamburg. In Hamburg promovierte Riese 1971 mit einer Arbeit über Mayaschrift, wo er anschließend von 1971 bis 1977 wissenschaftlicher Assistent, Dozent und Vertretungsprofessor am Seminar für Völkerkunde war. 1979/80 folgte die Vakanzvertretung einer Professur für Altamerikanistik am Lateinamerikanischen Institut in Berlin. Ein von 1978 bis 1981 laufendes Habilitandenstipendium der Deutschen Forschungsgemeinschaft benutzte er zur Habilitation mit einer Arbeit zur zentralmexikanischen Religionsgeschichte an der Freien Universität Berlin. Hier war Riese danach von 1981 bis 1989 Professor für Altamerikanistik. Während der Zeit war er auch Getty Scholar am Center for the History of Art and the Humanities in Santa Monica Kalifornien, die er zur Vorbereitung auf eine dreibändigen Monographie über die Skulpturen von Copán benutzte. Seit 1989 ist Berthold Riese Professor für Völkerkunde unter besonderer Berücksichtigung der Altamerikanistik an der Universität Bonn, daselbst stellvertretender bzw. geschäftsführender Direktor des Seminars für Völkerkunde (Institut für Altamerikanistik und Ethnologie). 2003 wurde er zum Ehrenprofessor der Ostchinesischen Pädagogischen Hochschule in Shanghai ernannt.
Archäologische Feldforschungen führte Riese erstmals 1966 im Archivo General de la Nación in Mexiko durch. 1969 bis 1972 folgten Feldforschungen in Archiven und Museen in Mexiko und in den USA. 1977 bis 1983 kamen archäologische und epigraphische Forschungen in der Maya-Stadt Copán hinzu, die Grabungen zur Besiedlung, Aufnahme von Skulpturen und Inschriften, Beratung der Museen in Tegucigalpa und Copán einschloss. 1991 und 1993 bis 1995 erfolgten weitere Forschungsreisen nach Mexiko mit Feldforschung zu Mexicano und nach Kalifornien mit Feldforschungen und Archivarbeit zu Cahuilla. 1996/97 reiste Riese erstmals aus Forschungszwecken nach Nordost-Brasilien (Natal und João Pessoa), 1998 bis 2000 folgten erneut Archivarbeiten und ethnographische Feldforschungen in Mexiko. 2001, 2003, 2004 war Riese mehrfach zu Informations-, Vortrags- sowie Feldforschungsaufenthalten in Shanghai, Shenzhen und Hangzhou. Dies diente zur Vorbereitung eines kooperativen Forschungsprojektes über den Vergleich asiatischer und mesoamerikanischer Schriftsysteme.
Riese ist Mitbegründer und erster Herausgeber der Fachzeitschrift mexicon sowie redaktioneller Mitarbeiter der Fachzeitschrift Indiana und Redakteur der Zeitschrift für Ethnologie. Er war von 1987 bis 1990 erster Vorsitzender der Berliner Gesellschaft für Anthropologie, Ethnologie und Urgeschichte und zeitweiliger Herausgeber deren Organs: Mitteilungen der Berliner Gesellschaft. 1989 war er Gründer und Leiter des Biographischen Archivs zur Anthropologie. Riese ist zudem Mitglied des Deutschen Archäologischen Instituts, der Société des Américanistes in Paris. Des Weiteren ist er Mitarbeiter am Editionsprojekt des amerikanischen Reisewerkes Alexander von Humboldts, ständiger Berater der Neuen Deutschen Biographie der Bayerischen Akademie der Wissenschaften.

## Schriften
- Grundlagen zur Entzifferung der Mayahieroglyphen (= Beiträge zur mittelamerikanischen Völkerkunde, Bd. 11). Renner, München 1971 (= Dissertation Universität Hamburg).
- Geschichte der Maya. Kohlhammer, Stuttgart 1972, ISBN 3-17-232041-3.
- Ethnographische Dokumente aus Neuspanien im Umfeld der Codex-Magliabechi-Gruppe (= Acta Humboldiana. Series geographica et ethnographica, Bd. 10). Steiner, Wiesbaden 1986, ISBN 3-515-04023-4 (= Habilitationsschrift Universität Freiburg).

- Die Maya. Geschichte, Kultur, Religion. C.H. Beck, München 1995, 7. durchgesehene Auflage 2011, ISBN 978-3-406-46264-1 (C.H.Beck Wissen).
- Machu Picchu. Die geheimnisvolle Stadt der Inka. C.H. Beck, München 2004, 3. durchgesehene Auflage 2018, ISBN 978-3-406-52117-1 (C.H.Beck Wissen).
- Aztekische Schöpfungs- und Stammesgeschichte (= Ethnologische Studien, Bd. 38). LIT, Berlin/Münster 2007, ISBN 3-8258-0129-2.
- Das Reich der Azteken. Geschichte und Kultur. C.H. Beck, München 2011, ISBN 978-3-406-61400-2.
- Der Untergang der Sonnengötter. Die Hochkulturen des alten Amerika. Herder, Freiburg in Breisgau 2010, ISBN 978-3-451-29986-5.
- Mexiko und das pazifische Asien in der frühen Kolonialzeit, Peter Lang, Bern 2012, ISBN 978-3-0351-0409-7.
- Die Inka. Herrscher in den Anden. C. H. Beck, München 2016, ISBN 978-3-406-69891-0.